# دولار نيوفاوندلاند
الدولار عملة مستعمرة نيوفاوندلاند، ثم دومينيون نيوفاوندلاند، من عام 1865 حتى عام 1949، عندما أصبحت نيوفاوندلاند مقاطعة كندية. كان الدولار مقسمًا إلى 100 سنت.

## تاريخ
في عام 1865، اعتمدت نيوفاوندلاند معيار الذهب، حل الدولار محل الجنيه بمعدل 1 دولار = 4 شلن 2 بنس إسترليني أو 1 جنيه = 4.80 دولار، وهو أعلى قليلاً من الدولار الكندي (الذي يساوي 4 شلن 1.3 بنس). تكمن أهمية هذا التصنيف في أن سنتين يُساويان بنسًا واحدًا من الجنيه الإسترليني. اعتُبر ذلك بمثابة حل وسط بين اعتماد النظام البريطاني أو النظام الأمريكي. كما كان له تأثير في محاذاة وحدة نيوفاوندلاند مع وحدة الدولار في مستعمرات شرق الكاريبي البريطانية. ينحدر دولار جزر الهند الغربية مباشرة من الدولار الإسباني (قطع من ثمانية قطع). كانت نيوفاوندلاند فريدة من نوعها في الإمبراطورية البريطانية كانت الجزء الوحيد الذي قدم عملته الذهبية الخاصة بالتزامن مع معيار الذهب الخاص بها. سُكت عملات نيوفاوندلاند بقيمة دولارين بشكل متقطع حتى انهيار البنوك في نيوفاوندلاند عام 1894. في عام 1895، بعد هذه الأزمة المصرفية، انتقلت البنوك الكندية إلى نيوفاوندلاند، وعُدلت قيمة دولار نيوفاوندلاند لتُعادل الدولار الكندي، أي بانخفاض قدره 1.4٪. استُبدل دولار نيوفاوندلاند بالدولار الكندي عند انضمام نيوفاوندلاند إلى كندا عام 1949.
اعتمدت المستعمرات البريطانية الأخرى في أمريكا الشمالية الوحدة الأمريكية في نفس الوقت تقريبًا الذي اعتمدت فيه نيوفاوندلاند وحدة جزر الهند الغربية. يعود الفارق الطفيف بين الوحدتين الأمريكية ووحدة جزر الهند الغربية إلى أن ألكسندر هاملتون، في وزارة الخزانة الأمريكية ، اعتمد عام 1792 متوسط وزن الدولارات الإسبانية البالية كوحدة العملة الأمريكية الجديدة.
تُطابق عملة نيوفاوندلاند مطابقة تامة لوحدة الدولار المستخدمة في مستعمرة بريطانية أخرى في أمريكا الجنوبية. استخدمت غيانا البريطانية حسابات قائمة على الدولار الإسباني، استُخدمت هذه الحسابات بالتزامن مع عملة الجنيه الإسترليني.
تظل عملات الدولار النيوفاوندلاندية بمثابة عملة قانونية في جميع أنحاء كندا، كما هو الحال مع الأوراق النقدية.

## عملات معدنية
في عام 1865، طُرحت عملات معدنية من فئات 1، 5، 10 و20 سنتًا، و2 دولار. سُك 1 سنت من البرونز، 5، 10 و20 سنتًا من الفضة، و2 دولار (يُطلق عليهما أيضًا "مئتا سنت" و"مائة بنس") من الذهب. طُرحت عملات 50 سنت الفضية عام 1870، واستُبدلت عملة 20 سنت بعملة 25 سنت عام 1917. وطُرحت عملة أصغر من فئة 1 سنت الواحد عام 1938.

## الأوراق النقدية

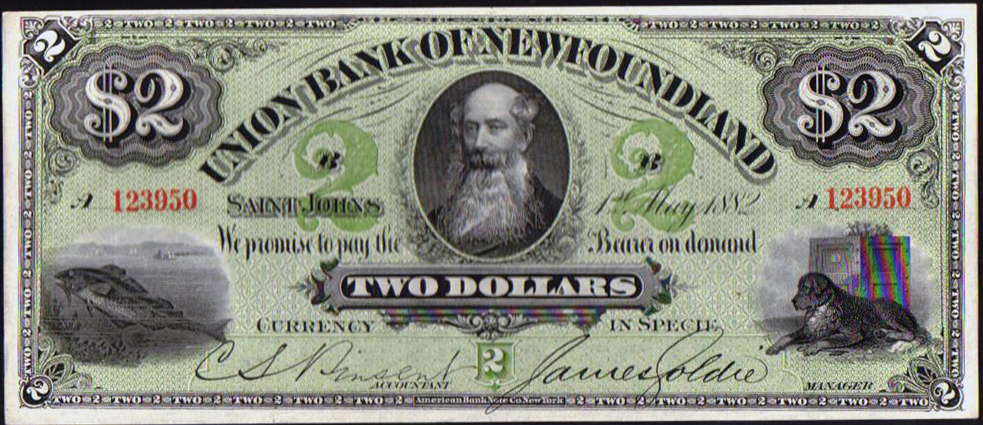
ورقة نقدية بقيمة 2 دولار من بنك الاتحاد

في عام 1865، بدأ بنك معتمد، وهو البنك التجاري في نيوفاوندلاند، بإصدار أوراق نقدية مقومة بالجنيه الإسترليني والدولار، بسعر صرف 4 دولارات = 1 جنيه إسترليني. ولأن هذا السعر كان مطابقًا للسعر المعمول به في كندا آنذاك، فمن المحتمل أن هذه الأوراق لم تكن مخصصة للاستخدام كدولارات نيوفاوندلاندية. في 1880 مقومة بالدولار فقط. صدرت فئات 2، 5، 10، 20 و50 دولارًا. ومع ذلك، في عام 1894، انهار كلا البنكين.

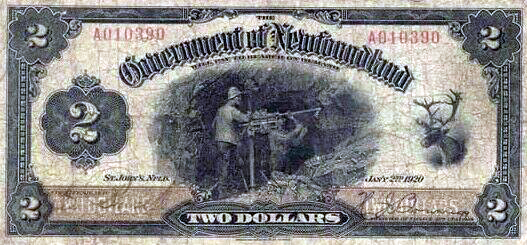
ورقة نقدية بقيمة 2 دولار

أصدرت وزارة الأشغال العامة أوراقًا نقدية حكومية عام 1901 بفئات 40، 50 و80 سنتًا، و1 دولار و5 دولارات. أُضيفت في عام 1910، فئتا 25 سنت و2 دولار. اصدرت في عام 1920، وزارة الخزانة أوراقًا نقدية من فئتي 1 و2دولار.

## المعيار الذهبي
ارتبط دولار نيوفاوندلاند بالدولار الكندي، وظل قابلًا للتحويل إلى ذهب حتى بعد تخلي كندا عن معيار الذهب في أبريل 1931. ونتيجة لذلك، وبسبب الوضع الاقتصادي خلال فترة الكساد الكبير، انخفض سعر الدولار الكندي مقابل الدولار الأمريكي. أتاح ذلك فرصة لسوق تحكيم أحادي الاتجاه مع الولايات المتحدة. أصبح من المربح تحويل الدولار الكندي إلى ذهب في نيوفاوندلاند، ثم نقل الذهب إلى الولايات المتحدة لبيعه وتحقيق ربح. فرض هذا ضغطًا اقتصاديًا على نيوفاوندلاند مع بدء تضاؤل احتياطياتها من الذهب.
في ديسمبر 1931، ألغت حكومة نيوفاوندلاند معيار الذهب. تبع ذلك تشريع في ربيع عام 1932، عُدل قانون العملة لحظر تصدير الذهب دون تصريح. أصبحت الأوراق النقدية عملة قانونية، ولم تعد قابلة للتحويل إلى ذهب. هكذا تخلت نيوفاوندلاند عن معيار الذهب بعد عام من كندا.

## Further reading
- Krause, Chester L.؛ Clifford Mishler (1991). الفهرس القياسي لعملات العالم: 1801–1991 (ط. 18th). Krause Publications. ISBN:0873411501.
- Pick, Albert (1994). الفهرس القياسي لعملات العالم الورقية  [لغات أخرى]‏: General Issues. Colin R. Bruce II and Neil Shafer (editors) (ط. 7th). Krause Publications. ISBN:0-87341-207-9.
- Pick, Albert (1990). الفهرس القياسي لعملات العالم الورقية  [لغات أخرى]‏: Specialized Issues. Colin R. Bruce II and Neil Shafer (editors) (ط. 6th). Krause Publications. ISBN:0-87341-149-8.